# Batrachoides surinamensis
Espèce
Statut de conservation UICN

LC : Préoccupation mineure
Batrachoides surinamensis, le Crapaud guyanais, Poisson crapaud, Poisson guyanais ou Batrachoïde du Suriname, est une espèce de poissons de la famille des Batrachoididae et du genre Batrachoides, originaire d'Amérique du Sud.

## Systématique
Le nom scientifique complet (avec auteur) de ce taxon est Batrachoides surinamensis (Bloch & Schneider, 1801).
L'espèce a été initialement classée dans le genre Batrachus sous le protonyme Batrachus surinamensis par les naturalistes allemands Marcus Élieser Bloch et Johann Gottlob Schneider, en 1801.
Ce taxon porte en français les noms vernaculaires ou normalisés suivants : « Crapaud guyanais », « Poisson crapaud », « Poisson guyanais » ou « Batrachoïde du Suriname ».
Batrachoides surinamensis a pour synonymes :
- Batrachoides tau Lacepède, 1800
- Batrachus surinamensis Bloch & Schneider, 1801

## Distribution
B. surinamensis est une espèce se retrouvant dans l’ouest de l’océan Atlantique depuis les Caraïbes et le long des côtes d’Amérique du Sud allant de Honduras à Salvador au Brésil. C’est une espèce se retrouvant sur littoral et dans les estuaires. Depuis 2009, cette espèce n’est soumise à aucun danger qui perturberait son intégration dans son aire de distribution (Liste rouge de l’UICN)[réf. nécessaire].

## Écologie

### Environnement
C’est une espèce, comme beaucoup d’autres Batrachoides, qui fréquente principalement les eaux saumâtres des estuaires. Il se déplace peu et reste sur le fond. Il est donc caractérisé comme un poisson démersal. Il affectionne particulièrement les fonds sableux et vaseux, peu profonds, entre 1 et 36 m, là où il retrouve les proies sur lesquels il va se nourrir[réf. nécessaire].

### Caractères morphologiques
B. surinamensis est la plus grande espèce de Batrachoides enregistrée à ce jour, pouvant aller jusqu’à 57 cm pour 2,3 kg. D’ordinaire il avoisine plutôt les 30 cm de long. Ce poisson possède une large tête caractéristique du genre, de petits yeux et une formation écailleuse très importante au milieu de la tête (zone foncée sur le dessin de la tête). Un corps brun parsemé de points noirs et taches noires en forme de selle à cheval. Il possède trois épines dorsales suivie de 28 à 30 rayons mous qui compose la nageoire dorsale. Concernant la nageoire anale, elle est composée de 25 à 27 rayons mou. Ces régions supraorbitale et interorbitale sont lisses dénué de tout filament[réf. nécessaire]. 

### Fécondité
B. surinamensis est une espèce ovipare qui atteint la maturité sexuelle à 20 cm de long pour les femelles et 25 cm pour les mâles. Les œufs font environ 4 à 5 mm de diamètre, lors de la ponte les femelles déposent entre 400 et 500 œufs[réf. nécessaire]. 

### Régime alimentaire
B. surinamensis est un prédateur embusqué qui attend, patiemment, dans le fonds qu’une proie, de petits crustacés (crabes, crevettes, etc.), mollusques (principalement des gastéropodes) et autres poissons s’approche avant de rapidement les gober[réf. nécessaire].

## Valorisation
Cette espèce est inoffensive pour l’humain. Elle se retrouve sur les étals des poissonneries locales et fait aussi le bonheur de certains aquariophiles passionnés[réf. nécessaire].